# Östantjärna en Färnviken
Östantjärna en Färnviken (Zweeds: Östantjärna och Färnviken) is een småort in de gemeente Falun in het landschap Dalarna en de provincie Dalarnas län in Zweden. Het småort heeft 60 inwoners (2005) en een oppervlakte van 18 hectare. Eigenlijk bestaat het småort uit twee plaatsen: Östantjärna en Färnviken. Het småort ligt aan het meer Runn.